# فرانچسکو کالتسونا
فرانچسکو کالتسونا (ایتالیایی: Francesco Calzona؛ زادهٔ ۲۴ اکتبر ۱۹۶۸) بازیکن سابق و مربی فوتبال اهل ایتالیا است.